# 环丙法朵
环丙法朵是一种含氮有机化合物，分子式C19H27NO，属于十氢异喹啉衍生物，能用作類阿片镇痛药。